# Kinect Sports
Kinect Sports ist ein Sport-Videospiel für die Konsole Xbox 360, das von Rare entwickelt und 2010 von Microsoft veröffentlicht wurde. Das Spiel bietet sechs Sportsimulationen, die über das Kinect-Zubehör mittels freier Körperbewegungen bedient werden. Es erschien gleichzeitig mit Kinect und ist über Xbox Live kostenlos verfügbar. Das Spiel wurde über drei Millionen Mal verkauft. Ein Nachfolgespiel erschien im Oktober 2011.

## Gameplay
Die Steuerung aller Spiele erfolgt via Kinectsensor. Man hat dabei keinerlei Controller in der Hand, sondern steuert die Spielfigur allein durch Nachahmung der jeweiligen Disziplin. Auf diese Weise lässt sich beispielsweise beim Volleyball ein Block bilden, indem der Spieler hochspringt.

## Sportarten
Das Spiel umfasst neben 15 Party-Play-Events, drei zusätzlichen Maskottchen und 70 erwerblichen Erfolgen, sechs folgende Sportspiele:
- Fußball: Fußball kann allein gegen ein computergesteuertes Team, zu zweit (mit- oder gegeneinander) oder als eine von vielen Herausforderungen gespielt werden.
- Bowling: Dieses Spiel wird in der Egoperspektive gespielt und umfasst die Modi Einzelspieler, 2-4 Spieler Wettkampf und eine Auswahl an Herausforderungen.
- Athletik: unterteilt in Sprint, Speerwurf, Weitsprung, Diskuswurf und Hürdenlauf
- Boxen: Das Boxen beinhaltet einen Kampf über drei Runden für ein bis zwei Spieler, lokal per Split Screen oder Online über Xbox Live.
- Volleyball: Die hier gebotenen Spielmodi sind gleich denen des Fußballs.
- Tischtennis: Ein- oder zwei Spieler können in Solo- oder Doppelspielen gegen den Computer oder gegeneinander antreten. Ebenfalls wird hier ein Herausforderungsmodus geboten.

## Rezeption
Das Spiel erhielt durchgehend positive Kritiken. IGN wertete das Spiel mit 8/10 Punkten, GameSpot gab eine 7.5/10 und X-Play befand es für eine Punktzahl von 4/5.
Des Weiteren wurden folgende Wertungen abgegeben:
- GamePro – 70 %
- Xbox Dynasty – 90 %
- 4Players – 70 %
- M! Games – 66 %
- Metacritic – 73 %[8]